# Dahl (Hagen)

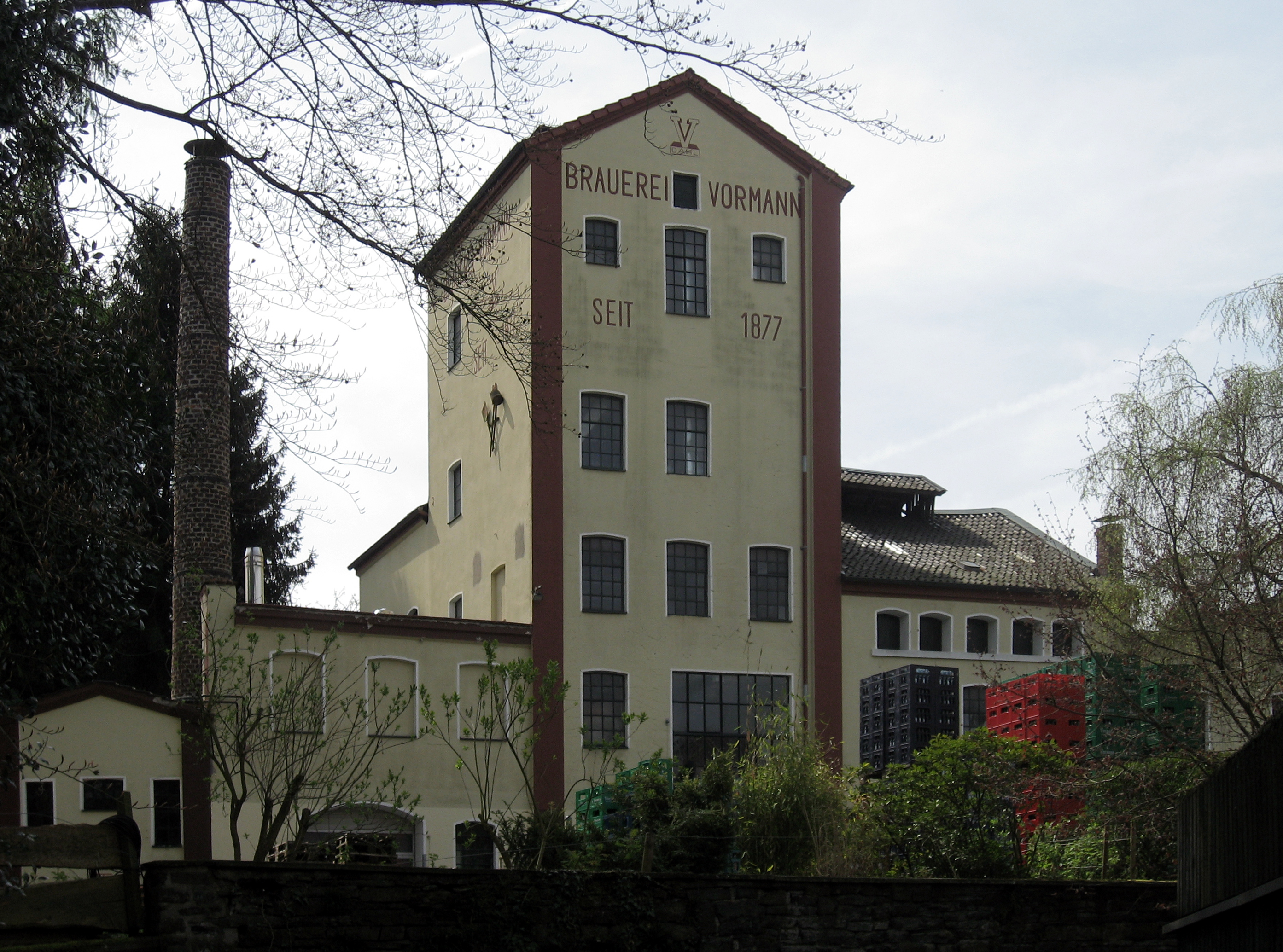
Vormann Brauerei

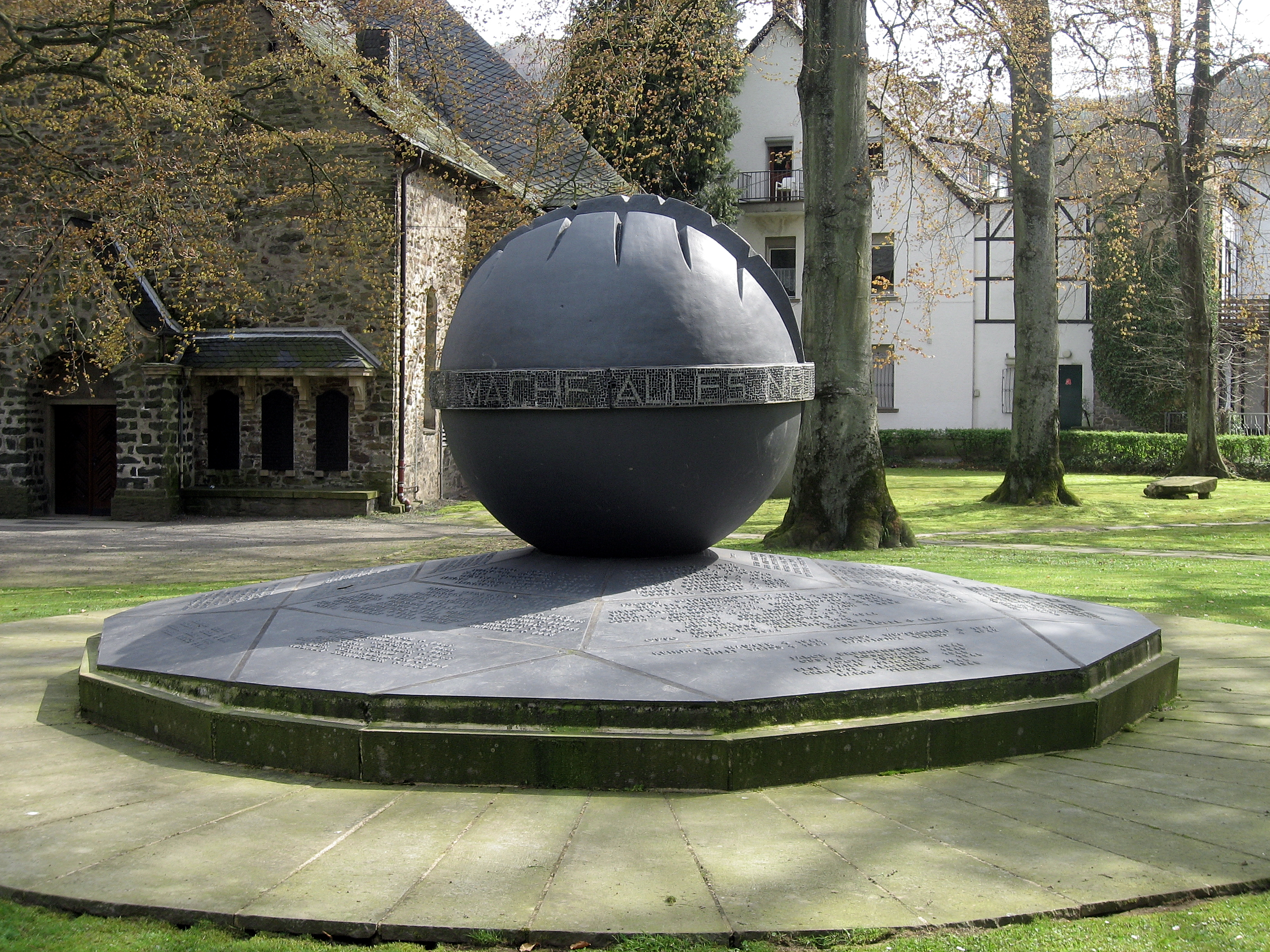
Kriegerdenkmal

Dahl ist ein Stadtteil im Stadtbezirk Eilpe/Dahl der kreisfreien Großstadt Hagen in Nordrhein-Westfalen. 2018 lebten 2703 Einwohner im Wohnbezirk Dahl.

## Geschichte

### Frühgeschichte
Aus den Resten der alten Wallburg Ambrock unterhalb des heutigen Ribberthofes ist zu schließen, dass hier in vorkarolingischer Zeit, also vor dem 9. Jahrhundert eine Fluchtburg angelegt worden ist. Die Datierung ist jedoch nicht eindeutig, da zwei Grabungen nur wenige Funde beigesteuert haben und die Datierung somit unter Fachleuten als „möglich, aber fraglich“ angesehen ist.
Die Wallburg trägt den Namen Ambrock (wie auch die nördlich an der Grenze zum benachbarten Hagener Ortsteil Eilpe gelegene Ortslage) nach dem früher auf dem Gebiet des heutigen Ribberthofes gelegenen Hof „Unter-Ambrock“. Der Hof wurde im 19. Jahrhundert in Ribberthof umbenannt, um den Hauptspender der Mittel zum Bau der Heilstätte Ambrock zu ehren. Die im wiederverwendeten Baumaterial des Hofes befindlichen nicht entzifferten Runen deuten auf ein hohes Alter. Auf dem Gelände des ehemaligen Hofes „Ober Ambrock“ liegt heute die Klinik Ambrock. Die Höfe Ober- und Unter-Ambrock sind bereits im früheren Mittelalter urkundlich erwähnt. Ambrock war nie mit Dahl vereint, die Stadtgrenzen verliefen immer zwischen beiden heutigen Ortsteilen, wobei Ambrock eher dem Ortsteil Delstern zuzurechnen ist.
Ältester urkundlich eingetragener Siedlungsplatz in Dahl ist der Hof Rumscheid (ursprünglich: Rumenscetha), der in einem um 1050 angefertigten Abgabeverzeichnis der Abtei Werden mit dem Namen des Besitzers der Hofstelle eingetragen ist, Aeluekin.
In der Nähe des Ribberthofes soll im Mittelalter eine zweite, vom niederen Adel errichtete Burg gestanden haben, das sogenannte ‚Bollwerk‘, ein einzeln stehender Wohnturm mit hochgelegenem Zugang. Nachweise belegen, dass der Erzbischof von Köln diese Burg („castra Dale“) um 1184 erworben hat.

### 1200 bis 1800

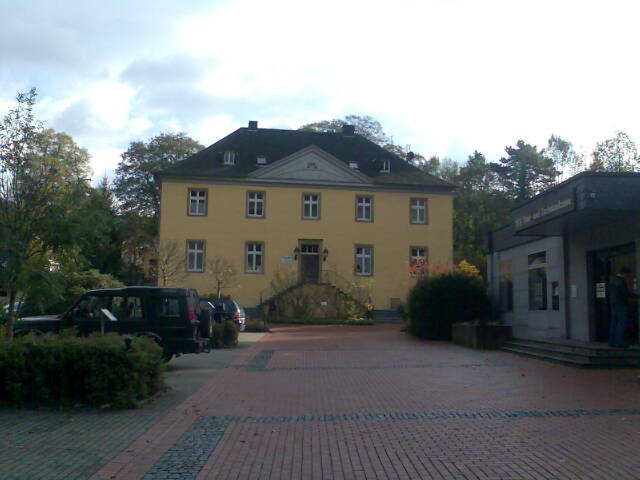
Haus Dahl

Aus dem ausgehenden Mittelalter ist ein Rittergut der „Herren von Dael“ eingetragen, dessen Grundriss zusammen mit der in der zweiten Hälfte des 13. Jahrhunderts in Dahl erbauten Bruchstein-Kirche, wohl das älteste noch erhaltene Gebäude im Volmetal, den heutigen Ortskern des Ortes Dahl bildet. Der Adelssitz wurde durch eine Brandkatastrophe vom 17. September 1729 ebenso wie die Kirche erheblich zerstört.
Die Frühgeschichte des Rittersitzes behandelt ein Aufsatz der Hagen-Forscher Ingrid Bischoff und Wilfried G. Vogt unter dem Titel: Die Inschriften des Dahler Kirchengestühls aus dem Jahre 1730. Mit einem Blick auf die Anfänge des Rittersitzes Haus Dahl an der Volme.
Die Bauerschaft Dahl gehörte im Kirchspiel und Gericht Hagen zur Grafschaft Mark. Im Schatzbuch der Grafschaft Mark von 1486 werden in der Daelebecke Burschop 13 steuerpflichtige Hofbesitzer mit einer Abgabe zwischen 1 oirt (¼ Gg) und 7 Goldgulden genannt.

### 19. Jahrhundert

Der Bahnhof von Hagen-Dahl

Seit dem Jahr 1817 bildete die Ortschaft Dahl eine eigene Gemeinde mit Gemeindevorsteher und gehörte zum Amt Breckerfeld, war aber nach Anordnung der Regierung des Königreiches Preußen-Brandenburg in Berlin verwaltungsmäßig dem Kreis Hagen unterstellt.
Im Jahr 1823 wurde in Dahl von dem damaligen Landrat Friedrich Gerstein ein im klassizistischen Stil gebautes Patriziergebäude errichtet, das sogenannte Haus Dahl, zu dem ein Grundbesitz von 1600 Morgen Land, eine Kornmühle sowie 32 Pachtkotten und Höfe beidseits der Volme gehörten.
Im Verlauf der zunehmende Industrialisierung und dem damit verbundenen wirtschaftlichen Aufschwung wurde in den Jahren 1844 bis 1847 die Landstraße im Volmetal ausgebaut und um das Jahr 1850 herum über die Volme eine tragfähige Bruchsteinbrücke errichtet, um dem gesteigerten Verkehr mit Fuhrwerken gerecht zu werden.
In diese Zeit fällt auch der Bau der Eisenbahnlinie von Hagen nach Brügge bzw. Lüdenscheid, mit welcher der Transport der für die Industrialisierung benötigten Rohstoffe Holz und Eisenerz (aus dem Siegerland) in das Ruhrgebiet und zu der Kleineisenindustrie in den Nachbartälern der Volme erheblich beschleunigt wurde.

### 20. Jahrhundert
Am 1. Januar 1970 wurde die ehemals selbstständige Gemeinde Dahl, bestehend aus den Ortsteilen Dahl, Priorei und Rummenohl, in die Stadt Breckerfeld, Ennepe-Ruhr-Kreis, eingemeindet. Der Landtag beschloss die Umgemeindung dieses Gebiets in die kreisfreie Großstadt Hagen mit Wirkung vom 1. Januar 1975.

## Verkehr

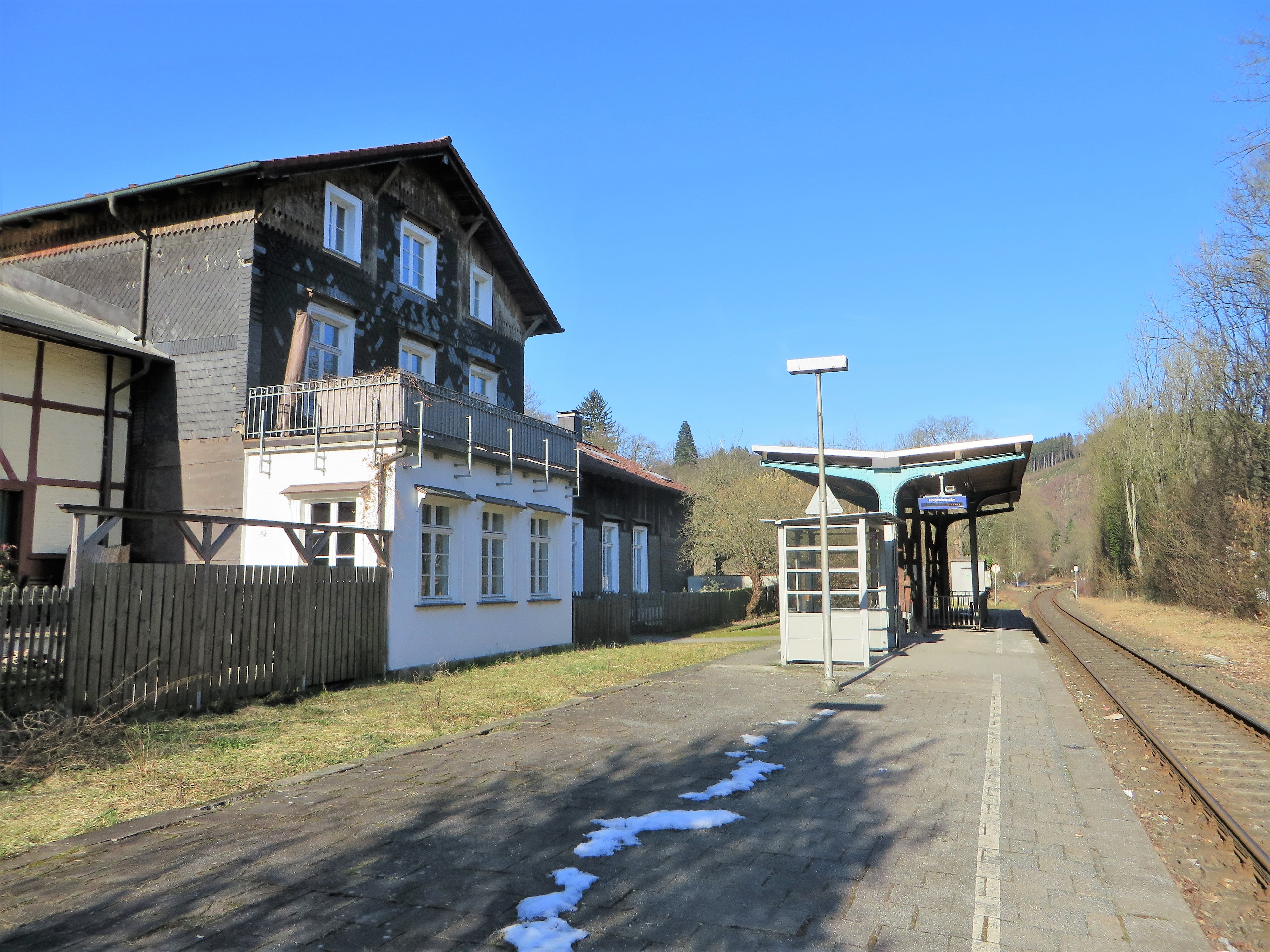
Bahnhof Dahl

Dahl besitzt einen Haltepunkt an der Bahnstrecke Hagen–Dieringhausen. Er wird von der Volmetalbahn (Regionalbahn-Linie RB 52) bedient, welche von Dortmund Hbf. über Herdecke und Hagen Hbf. nach Lüdenscheid verkehrt. Zum Fahrplanwechsel im Dezember 2017 wurde die Strecke über Meinerzhagen nach Marienheide wieder in Betrieb genommen. Es sind vorerst alle zwei Stunden Züge zwischen Lüdenscheid und Köln unterwegs; in Brügge besteht bahnsteiggleicher Anschluss.
| Linie | Verlauf | Takt   |
| ----- | --- | ------ |
| RB 52 | Volmetal-Bahn: Dortmund Hbf – Dortmund Signal-Iduna-Park – Dortmund Tierpark – Dortmund-Kirchhörde – Dortmund-Löttringhausen – Wittbräucke – Herdecke – Hagen Hbf – Hagen-Oberhagen – Dahl – Rummenohl – Dahlerbrück – Schalksmühle – Lüdenscheid-Brügge – Lüdenscheid Stand: April 2024 | 60 min |

Zudem verkehren zwei Buslinien durch Dahl: Die 510 der Hagener Straßenbahn AG nach Rummenohl, Eilpe, Stadtmitte, Hauptbahnhof, Altenhagen und Boele sowie die 523 der Verkehrsgesellschaft Ennepe-Ruhr nach Breckerfeld.